# Die schwarze Marion
Die schwarze Marion ist ein deutsches Stummfilmdrama aus dem Jahre 1919 von Uwe Jens Krafft mit Charlotte Böcklin in der Titelrolle. 

## Handlung
Während einer Geschäftsreise, die ihn nach Brasilien führte, bringt der deutsche Reeder Rollinghausen die „Exotin“ Marion zu sich nach Hause, eine dunkelhäutige Schönheit aus einer südamerikanischen Bar, die ihre Wirkung auf Männer nicht verfehlt. Auch der nicht mehr ganz junge Reeder ist ihrem Liebreiz und der Verführungskraft vollkommen verfallen. Sie will von ihm geheiratet werden, und Rollinghausen macht sie daraufhin augenblicklich zu seiner Frau. Bald darauf stirbt der alte, herzkranke Mann, durch die leidenschaftlichen Küsse Marions zielgerichtet in den Tod getrieben. Fortan sind ihr alle Männer, die ihr begegnen, verfallen, und die schwarze Marion nutzt das schamlos aus. Erst als sie dem zurückhaltenden und introvertierten Maler Petersen, einem weltfremden Künstler, begegnet, ändert sie allmählich ihr Verhalten. Er ist so ganz anders als all die anderen Männer, denen sie bisher begegnet ist, und deshalb verliebt sich Marion in ihn. Er zieht zu ihr und beide heiraten. Dies bringt die wilde und feurige Latina allmählich zur Ruhe, denn seine reine Seele scheint auch die zu läutern. 
Als eines Tages Petersen aufgrund einer anstehenden Ausstellung seiner Gemälde verreisen muss, beginnt sich Marion rasch zu langweilen und kramt in ihren auf Fotos festgehaltenen Erinnerungen. Und wieder kehrt die Leidenschaft und die Lust nach dem alten Leben daheim in Rio de Janeiro zurück, wo sie die Männer in den Hafenkneipen antanzte und wild machte. Marion kehrt in ihre alten Gewohnheiten zurück und sieht in einer dieser Spelunken den Seemann Fernando wieder, den sie einst (wie so viele Männer) in Brasilien abgewiesen hatte. Und erneut beginnt das alte Spiel: Fernando entbrennt in alter Leidenschaft zur Landsfrau, und Marion weist ihn erneut zurück. Doch diesmal endet die Affäre tragisch: Der Matrose zückt ein Messer und sticht die junge Frau nieder. Nach ihrem Tod verlässt der heimgekehrte Maler die prachtvolle Rollinghausen-Villa und kehrt in sein altes Leben auf dem Lande zurück. Doch die eindringliche Begegnung mit der schwarzen Marion hat Folgen: Petersen fertigt ein Frauenporträt mit Marions Gesichtszügen an. Das Gemälde trägt den Titel „Marion, die Mänade“.

## Produktionsleitung
"Die schwarze Marion" erschien in der zensurlosen Zeit im November 1919 und besaß zu dieser Zeit eine Länge von 1320 Metern, verteilt auf vier Akte. Nach Wiedereinführung der Filmzensur musste der Streifen 1921 auf 1205,5 Meter gekürzt werden. Ein Jugendverbot wurde erteilt. 